# 비밀신탁
비밀신탁은 영미 신탁법상 신탁의 한 종류로 유언서에 신탁수혜자를 명시하지 않고 타인에게 신탁수혜자에게 신탁의 혜택을 보도록 합의하여 설정하는 신탁이다. 유언서가 신탁의 수혜자를 명시하지 않은 경우 신탁이 자동으로 무효가 되는 것은 아니고 법원이 다는 추가적인 증거를 참고하여 수혜자를 판단하게 된다. 그런 경우 추정신탁의 법리를 사용하여 신탁을 설정하게 된다. 

## 참고 문헌
- 명순구, 현대미국신탁법, 세창출판사, 2005 ISBN 9788984111240
- 임채웅 역, 미국신탁법 : 유언과 신탁에 대한 새로운 이해, 박영사, 2011  ISBN 9788964546284